# 盐城市第四人民医院
盐城市第四人民医院，是中国江苏省的一所医院，为二级甲等医院，位于盐城市盐城大桥北首。

## 规模
盐城市第四人民医院总床位290张，日门诊量242人次。